# Coptobrycon
Genre
Coptobrycon est un genre de poissons téléostéens de la famille des Characidae et de l'ordre des Characiformes. Le genre Coptobrycon est mono-typique, c'est-à-dire qu'il n'est composé que d'une seule espèce, Coptobrycon bilineatus.

## Liste d'espèces
Selon FishBase (9 juin 2015) :
- Coptobrycon bilineatus (Ellis, 1911)